# La gitana (EP)
La gitana es el undécimo EP de Los Pekenikes que ha sustituido a Pepe Barranco y Pablo Argote por Eddie Guzmán que ha regresado de su aventura con los 4 jets y como al principio es el cantante y batería. Prosiguen los intentos brinquistas con "La gitana" en la estela de "flamenco" y beat en No te molestes y la cara B. Sin embargo no es un disco con personalidad, que se distinga de lo que sonaba en la época. La marcha forzosa de Eddie Guzmán a su país (Filipinas) forzará al grupo a un cambio radical de sonido y estilo.
En 2011 se recopila éste y todos los demás discos EP en sendos CD, estando este título en el llamado Los EP's originales remasterizados Vol. 2 (1964-1966)

## Lista de canciones
| Cara 1 |                                                  |          |  |
| N.º    | Título                                           | Duración |  |
| 1.     | «La Gitana» (Alfonso Sainz)                      | 2:17     |  |
| 2.     | «No te molestes» (Alfonso Sainz- I.M. Sequeiros) | 2:09     |  |

| Cara 2 |                                                             |          |  |
| N.º    | Título                                                      | Duración |  |
| 1.     | «Estoy bien» (Alfonso Sainz- I.M. Sequeiros - E. de Guzmán) | 2:55     |  |
| 2.     | «Nadie como tú» (E. de Guzmán)                              | 2:15     |  |

## Miembros
- Alfonso Sainz - Saxo Tenor, igual que el anterior EP, ausente del sonido del disco, aunque con labor compositiva.
- Lucas Sainz - Guitarra líder
- Ignacio Martín Sequeros - Bajo eléctrico
- Eddie Guzmán - Cantante y Batería
- Tony Luz - Guitarra rítmica

- Se escuchan coros en varias canciones, sin duda producidas por el grupo, sin determinar si todos o parte de ellos.